# Lijst van rassen uit Star Wars (P-T)
Dit is een lijst van rassen uit de Star Warsfilmserie met een beginletter in de reeks P tot en met T.

## Pa'lowick
De Pa'lowick zijn inwoners van de moerasplaneet Lowick. Ze hebben een groot lichaam met lange dunne benen. Hun ogen staan op kleine steeltjes. Ze hebben geen gevorderde technologie, en de meeste Pa'lowick verlaten nooit hun thuisplaneet.

## Paaerduag
De Paaerduag zijn twee symbiotische rassen die tot een samengevoegd zijn. Het grootste wezen in deze symbiose is een humanoïde met lange dunne ledematen en een hoofd dat net zo groot is als zijn lichaam. Het andere wezen is een hondachtig wezen dat zich door zijn gastheer laat dragen. Paaerduag verwijzen naar zichzelf met “wij”.
Hun thuiswereld is Sorjus, een kleine onbelangrijke planeet, ver weg van enige handelsroute. Paarerduag beginnen hun leven als individuen, maar op een bepaalde leeftijd gaan ze de symbiose aan.

## Pau'an
De Pau'ans komen van de planeet Utapau, waar ze 30% van de bevolking vormen. Ze vormen de bovenklasse van de Utapaun-gemeenschap, en vormen er de overheid.

## Peko-peko
de Peko-peko zijn vliegende alleseters die in de moerassen van Naboo voorkomen.

## Phlog
De Phlogs zijn vredelievende, reusachtige wezens van de planeet Genesia.

## Polis Massan
Polis Massans zijn humanoïde wezens die op de asteroïdekolonie Polis Massa wonen. Deze dunne wezens kunnen niet praten. Ze leiden mijnexpedities en medische missies naar afgelegen gebieden. Het ras komt oorspronkelijk van een wereld in de Subterrel-sector.
De gemiddelde Polis Massan is een kort klein wezen met een bleek plat gezicht en grijze handen met aan elke hand vier vingers. Ze gebruiken gebarentaal als communicatie. Ook bezitten ze beperkte telepathische krachten.
De Polis Massan waren de dokters die bij de geboorte van Luke Skywalker en Leia Organa hulp verleenden.

## Priapulin
De Priapulin zijn een ras van rupsachtige aliens, afkomstig van de planeet Pria. Ze moeten bijna hun hele leven in het water doorbrengen, en kunnen alle kanten opkijken.

## Psadan
Dit ras verscheen in de laatste roman uit de Thrawn trilogie. Ze wonen op de planeet Wayland.

## P'w'eck
De P'w'ecks zijn een warmbloedig dinosaurusachtig ras. Ze lijken op de Ssi-Ruuk, maar ze zijn minder intelligent en hebben kleinere staarten. Ze worden al duizenden jaren door de Ssi-Ruuk onderdrukt.

## Quarren
Quarrens of Qarrens zijn een ras van in het water levende humanoïden. Ze wonen op de planeet Mon Calamari, en zijn rivalen van de gelijknamige aliens op die planeet. Tijdens de kloonoorlogen vochten ze met de Separatisten mee. Opvallend zijn de vier tentakels die aan de onderkant van de schedels groeien.

## Quermian
Een ras van intelligente gewervelden, verwant aan de Xexto van Troiken. Ze komen van de planeet Quermia. Ze hebben twee stel hersenen (een in hun hoofd en een in hun lijf), een lange, dunne nek en zes dunne benen. Ze hebben een aangeboren talent voor telepathie en gedachtenbeheersing. Hun telepathie werkt slechts op korte aftstand, en ze moeten iemand recht in de ogen kijken om dit toe te passen.

## Rancor
Rancors behoren tot de meest gevreesde wezens in het sterrenstelsel. Het zijn 5 tot 10 meter lange, zeer sterke, monsterlijke beesten met scherpe tanden en klauwen. Ze zijn erg lastig te doden daar hun huid tegen veel wapens bescherming biedt. Ze hebben een voorkeur voor rauw vlees.
Rancors zijn niet echt intelligent, maar kunnen wel worden afgericht om een meester te herkennen. Het bezit van een Rancor als huisdier wordt onder veel criminelen als een statussymbool gezien. De bekendste Rancor is die van Jabba de Hutt; hij is in “Return of the Jedi” te zien. Jabba gebruikt deze Rancor om ongewenste gasten uit de weg te ruimen. De Rancor werd door Luke Skywalker gedood, die een zwaar hek op het beest liet vallen.
In het Expanded Universe komen aan de kant van de schurken regelmatig getemde Rancors voor.

## Rakata
De Rakata zijn een amfibisch humanoïde ras, dat ooit over een keizerrijk van 500 planeten heerste. Dit rijk bestond 1000 jaar voor de republiek werd opgericht. Door de combinatie van een burgeroorlog en een genetische ziekte ging hun rijk ten onder. Het ras wordt in Knights of the Old Republic genoemd. Hoe het met hen staat ten tijde van de films is niet bekend.

## Ranat
De Ranat zijn een ras van humanoïden met een ratachtig uiterlijk.

## Rillian
De Rillan zijn een groot vogelachtig ras van een onbekende planeet. Ze lijken qua uiterlijk op kippen en kunnen tot 4 meter lang worden. Men ziet ze vooral in de steden van Coruscant en Vorzyd V.

## Rishii
De Rishii zijn een vogelachtig ras van de planeet Rishii. Ze hebben mensachtige handen aan het eind van hun vleugels. Ze vliegen met hoge snelheid en jagen op kleine knaagdieren voor voedsel. Ze wonen in nesten gebouwd op klippen. De Rishii zijn een zachtaardig ras. Ze kunnen andere talen niet echt leren spreken, maar wel na leren doen (zoals een papegaai).

## Rodian
Rodians zijn een ras van groene humanoïden met antennes op hun hoofd en insectachtige ogen. Ze komen van Rodia. Rodians zijn geboren jagers. Op hun thuisplaneet hebben ze bijna alle andere levensvormen uitgeroeid, en zij gingen zelfs in gladiatorengevechten op elkaar jagen. Toen de republiek hen vond, werden veel Rodians premiejagers. De bekendste hiervan is Greedo, die door Han Solo in de Mos Eisley kantine in A New Hope wordt neergeschoten.
De Rodians dienen vooral de Hutts sinds die hun planeet hebben gekoloniseerd.

## Ronto
De Ronto is fictieve diersoort van de planeet Tatooine en zijn grote reptielachtige dieren die tot 4,25 meter groot kunnen worden. Ze hebben vier stevige, dikke poten en hadden een dikke en lange hals. Achter het hoofd bevindt zich een bult. Op de kop bevinden zich twee paar oren en twee ogen. Het grootste paar oren wordt gebruikt om hitte af te geven en zo de lichaamstemperatuur te verlagen. Ronto's kunnen uitstekend ruiken en horen, maar kunnen slecht zien. De kleinste beweging kan een Ronto laten schrikken. Door hun grote vormen hebben ze geen natuurlijke vijanden. 
Ronto's worden gebruikt als last- en transportdieren door vooral de Jawa's. Net zoals de Dewback is de Ronto gedomesticeerd en kan honderden kilo's aan vracht dragen. Jawa's zijn echter niet sterk genoeg om een Ronto onder controle te houden waardoor het vaak voorkomt dat een Ronto gaat steigeren of in paniek raakt. 
Ronto's komen voor in Star Wars: Episode I: The Phantom Menace en in de speciale editie van Star Wars: Episode IV: A New Hope. 
Wanneer Luke Skywalker en Obi-Wan Kenobi in Mos Eisley zijn om een piloot te zoeken kan men op de achtergrond een Ronto zien steigeren en zijn Jawa-berijders afwerpen, nadat de Ronto geschrokken was van een Swoop Rider.

## Roonan
Roonans zijn een ras van aliens met amandelvormige ogen. Ze komen van de planeet Roona.

## Ryn
Ryn zijn een humanoïde ras. Hun lichamen zijn met een vacht bedekt. Het haar boven op hun hoofd doet denken aan dat van een mens. Ze hebben tevens staarten die dienen om iets vast te grijpen.
De Ryn zijn de zigeuners van Star Wars. Ze trekken het hele sterrenstelsel door en zijn al lang vergeten wat hun thuiswereld was. Ze worden vaak door andere rassen gehaat en genegeerd. Ooit hadden ze een sterke krijgerstraditie, maar deze is sinds ze hun thuiswereld verlieten teloorgegaan.
Een Ryn genaamd Droma hielp Han Solo tijdens de Yuuzhan Vong-crisis.

## Saffa
De Saffa zijn een ras dat vanwege hun kunstvorm bekendstaat. Ze maken sinds ze in contact zijn gekomen met de Thennqora schilderijen. Hun gouden tijdperk was 1550-2200 jaar geleden.

## San Vestras
Volgens Xbox Insiders Report: 2006 was San Vestras een god van de Blood Disciples, het broederschap van San Vestras. Dit broederschap was alleen toegankelijk voor mensen die de Kracht konden gebruiken, en hiermee San Vestras wilden dienen.

## Sanyassan
De Sanyassan Marauders waren een groep barbaarse, reptielachtige wezens met een grijsgroene huid. Ze kwamen van de planeet Sanayssa, maar zijn op een bepaald moment neer op de bosmaan Endor neergestort. Daar kwamen ze bij de Ewoks als Marauders bekend te staan. Onder leiding van hun koning, Terak, bouwden ze een kasteel op Endor en begonnen ze te zoeken naar een manier om de maan te kunnen verlaten. De Sanyassan spelen een grote rol in de film Ewoks: The Battle for Endor.

## Saurin
Saurin zijn een priesterras dat de planeet Bimmiel bewoont.

## Scurrier
De Scurriers zijn een allesetende diersoort gelijkend op een kangoeroe met muizenkop. Ze komen op straat in de steden op Tatooine voor. De mannelijke dieren bezitten hoorns.

## Selkath
Selkath zijn de oorspronkelijke inwoners van de planeet Manaan. Ze zijn waterwezens en derhalve erg goede zwemmers. Ze lijken op antropomorfe katvissen. In vroeger tijden waren hun voorouders slaven van de Rakata. Hun planeet heeft slechts een stad boven water: de hoofdstad Aho City. Hun wetten zijn erg streng. In conflicten blijven de Selkath bijna altijd neutraal.
Alle Selkath beschikken over giftige klauwen, maar gebruik hiervan in een gevecht wordt als oneervol en als een teken van gestoordheid gezien.
De Selkathpopulatie is zelfs in voorspoedige tijden altijd laag geweest. Desondanks is het percentage dat de Kracht kan gebruiken bij Selkath groter dan bij enig ander ras.

## Selonian
Een ras dat nog wel het meest lijkt op kolossale wezels of otters. De meeste Selonians zijn onvruchtbaar. Slechts een op de honderd is een man, en vijf op de honderd zijn vruchtbare vrouwen.
Selonians leven in groepen. Hoewel ze geavanceerde technologie bezitten, verlaten ze maar zelden hun planeet.

## Shaak
De Shaak zijn een planteneter die op de graslanden van Naboo voorkomt. Ze gelijken op koeien met lamakoppen.

## Sharu
Een ras dat volgens verhalen uitgestorven zou zijn. Ze waren ooit zeer geavanceerd. Enkele jaren voor de vernietiging van de Death Star bleek dit ras toch nog te bestaan. Ze hielden zich op de Toka schuil.

## Shawda Ubb
Shawda Ubb zijn inwoners van de planeet Manpha. Shawda Ubb zijn korte amfibische wezens.

## Shi'ido
Een erg menselijk ras van aliens. De enige bekende Shi'ido komt in het Expanded Universe voor en heet Mammon Hoole.

## Shistavanen
Ook wel “Wolfmannen” genoemd. De Shistavanen zijn wolfachtige wezens van de planeet Uvena Prime, een van de vele bewoonbare planeten in het Uvenasysteem. Hun lichamen zijn met donker haar bedekt en ze hebben gloeiende rode ogen en scherpe tanden. Hun scherpe zintuigen maken hen tot goede jagers. Net als de Wookiees zijn ze erg geschikt als verkenners. Ze werden vooral veel door het Galactische Keizerrijk ingezet. De Shistavanen zijn erg op zichzelf, en willen niet dat buitenstaanders zich met hen bemoeien.

## Sika
De Sika zijn een buitenaards ras van de planeet Sikan.

## Sith
Niet te verwarren met de tegenstanders van de Jedi. De Sith waren oorspronkelijk een ras van de planeet Sziost. Ze hadden een rode huid en baarden gemaakt van tentakels. Ze waren van nature bedreven in het gebruik van de Kracht. Ze waren echter ook erg wreed en manipulatief. Toen de eerste Dark Jedi op de planeet arriveerden, werden ze door de Sith als goden vereerd.
De Sith werden uiteindelijk uitgeroeid, maar de sterkste van de Dark Jedi namen voor hun eigen groep hun naam over.

## Skakoan
Skakoans zijn een ras dat erop gebouwd is grote druk te kunnen weerstaan. Dit is nodig in de zeer dichte atmosfeer op hun thuisplaneet, Skako. In een omgeving met een normale atmosfeer moet een Skakoan altijd een beschermend pak dragen om decompressie te voorkomen.

## Snivvian
Snivvians zijn korte humanoïde wezens van de planeet Cadomai. Ze hebben korte tanden, en worden soms ook wel Snaggletooths genoemd. Omdat ze van een koude wereld komen, hebben ze een dikke huid. Ze zijn ervaren verkenners en spoorzoekers.

## Space slug
De space slug (ruimtenaaktslak) is een slangachtige omnivoor dat tot 800 meter lang kan worden. In kraters van de asteroïden in de asteroïdengordel rond de planeet Hoth waar de Millennium Falcon op landt, huist zo'n space slug. Ze kunnen in Star Wars: Episode V: The Empire Strikes Back nog net uit zijn muil ontsnappen nadat blijkt dat de krater waar ze in wilden schuilen de muil van de space slug was.

## Squib
Een volk van de planeet Skor II. Squibs staan bekend om hun verzamelwoede en liefde voor de handel. Ze lijken op vossen en zijn ongeveer 1 meter lang. Hun thuisplaneet heeft vrijwel onbeperkte hoeveelheden grondstoffen. Hun vacht doet ook dienst als reuk- en smaakzintuig. Zo kan een Squib een voorwerp onderzoeken door het aan te raken. Ze letten alleen bij hun onderzoek nauwelijks op gevaar.

## Ssi-Ruuk
De Ssi-Ruuk zijn een dinosaurusachtig ras afkomstig uit het onbekende gebied van het sterrenstelsel. Ze drongen kort na Return of the Jedi de Nieuwe Republiek binnen. Darth Sidious had blijkbaar via de kracht met hen contact opgenomen, maar hij was al verslagen toen ze ter plekke kwamen. Ze probeerden eerst de planeet Bakura over te nemen, maar de rebellen hielden hen tegen.

## Sullustan
De Sullustan zijn inwoners van de planeet Sullust. Ze zijn korte humanoïden met muisachtige oren en grote ogen. Ze werken voornamelijk als monteurs en handelaren.
De Sullustans wonen in grotten. De meesten werken voor de Sorusuub Corporation. Ze hebben een goede reputatie als piloten. Als ras beschikken ze over een goed richtingsgevoel dankzij het feit dat ze in donkere ondergrondse tunnels wonen. Ze kunnen een hele route die ze slechts een keer op een kaart hebben gezien onthouden.
Een Sullustan genaamd Nien Nunb vloog mee als copiloot met Lando Calrissian in de battle of Endor.

## Tarasin
Tarasin zijn kameleonachtige aliens die communiceren met hun huidskleur.

## Talz
De Talz zijn een ras van wezens met twee paar ogen: een voor overdag en een voor in het donker. Ze zijn meestal vredelievend, maar werden door het Keizerrijk als slaven gebruikt.
Foul Moudama was een Talz Jediridder die stierf toen hij Palpatine tegen Generaal Grievous beschermde.

## Taung
De Taung waren de oudste inwoners van de hoofdstadplaneet Coruscant. Ze zijn de voorouders van de Mando'a sprekende Mandalorians.

## Tchuukthai
De Tchuukthai, ook wel Wharls genoemd, zijn vierbenige roofdieren van een onbekende planeet. Ze zijn intelligent, maar de meeste mensen denken dat ze slechts legendarisch. De Tchuukthai doen zelf niets om dit gerucht te ontkrachten.

## Teek
Teeks zijn knaagdierachtige wezens die op de bosmaan Endor wonen. Ze werden voor het eerst in het boek The Illustrated Star Wars Universe genoemd en zijn in de film Ewoks: The Battle for Endor te zien. Ze staan erom bekend dat ze uit dierennesten en Ewokdorpen stelen. Teeks hebben lange puntige oren, een witte vacht en zwarte ogen. Ze kunnen met ongelooflijke snelheid rennen.

## Teevan
Teevans zijn een flexibel ras. Een bekende Teevan is Tru Veld.

## Thakwaash
Een paardachtig ras van de planeet Thakwaa. Hun hele ras is getroffen door een vorm van dissociatieve identiteitsstoornis: elk individu beschikt over meerdere persoonlijkheden. Elk van deze persoonlijkheden bezit een ander talent.

## Theelin
Theelin zijn een ras waarvan elk individu een andere huid- en haarkleur heeft.

## Thennqora
Dit ras is bij hun eerste contact, millennia geleden, door de Saffa-schilderijen beïnvloed.

## Thisspiasian
Thisspiasians zijn serpentineachtige wezens van de planeet Thisspias. Master Oppo Rancisis, een lid van de Jediraad, was de enige van dit ras die in de films meedeed.

## Thrella
Een uitgeroeid ras van de planeet Mimban. Ze werden in de roman Splinter of the Mind's Eye genoemd.

## T'landa Til
Een ras van vierbenige aliens die menselijke zintuigen kunnen manipuleren om zo een gevoel van vreugde op te roepen.

## Tof
Groene humanoïde aliens van de planeet Tof. Ze worden geregeerd door koningen die vaak militaire ervaring hebben. Ze zijn de natuurlijke vijanden van de Nagai.

## Togorian
Togorians zijn de katachtige inwoners van Togoria. De meeste van hen zijn meer dan twee meter lang, geheel met een vacht bedekt en erg gespierd. Een Togorianman brengt vrijwel al zijn tijd met jagen door. Eenmaal per jaar keren ze om te paren naar hun huis in de stad terug. Vrouwelijke Togorians zijn bedreven op het gebied van technologie.

## Togruta
De Togruta zijn een ras van de planeet Shili. Ze beschikken over een passieve vorm van echolocatie waarmee ze hun omgeving aftasten. Ze werken goed in grote groepen, en individualisme wordt maar zelden bij hen gezien. Een Togruta genaamd Ahsoka Tano speelt de hoofdrol in de serie Star Wars: The Clone Wars.

## Toydarian
De Toydarian zijn een ras dat oorspronkelijk van Toydaria afkomstig is. Ze zijn korte blauwe zoogdieren met een slurfachtig uitsteeksel op hun kop. Ze beschikken over relatief kleine vleugels, maar kunnen hier dankzij hun met helium gevulde maag toch mee vliegen. Ze zijn immuun voor de Jedigedachtentruc. De bekendste Toydarian is Watto uit “The Phantom Menace”.

## Trandoshan
Trandoshan zijn grote reptielachtige aliens van de planeet Trandosha. Ze hebben zeer gevoelige ogen die ook het infrarood-spectrum kunnen zien. Verder kunnen ze regenereren. Ze zijn een oorlogszuchtig ras dat tijdens de burgeroorlog een bondgenootschap vormt met het Galactische Keizerrijk . Ze zijn de natuurlijke vijanden van de Wookiee’s, die door de Trandoshan als slaven worden gebruikt.

## Trianii
Een geavanceerd en avontuurlijk katachtig ras. De Trianii bewonen de buitenste werelden van de Corporate Sector. In veel opzichten lijken ze op de Togorians, Cathar, en Catuman Warriors. Ze hebben een natuurlijke aanleg voor springen. Hun thuisplaneet is Trian.

## Twi'lek

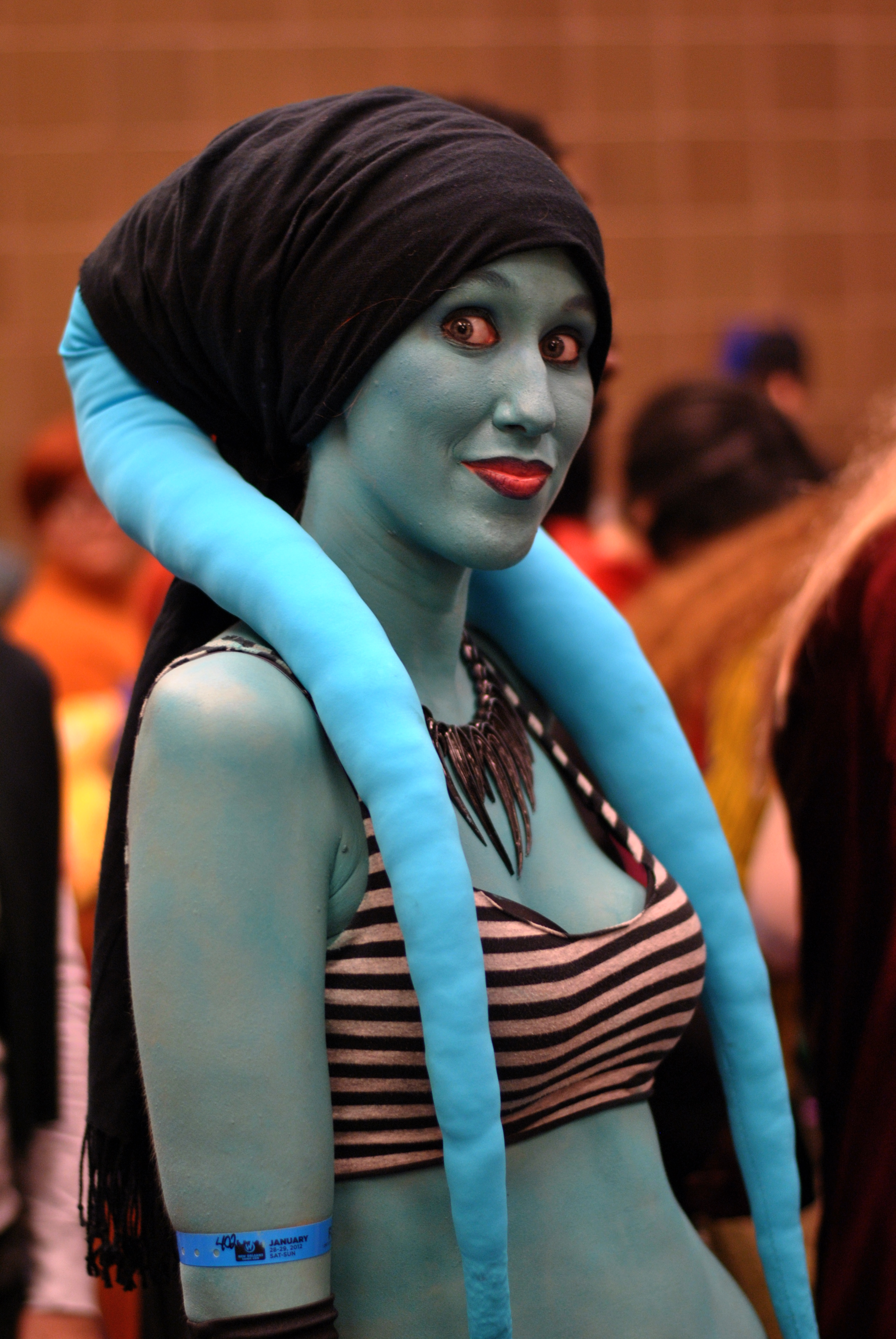
Twi'lek

## Tyberian
Tyberians zijn een ras van reptielachtige wezens die door het universum zwerven. Ze wonen van nature op de jungleplaneet Tyberia. Het zijn carnivoren. De planeet is voorstander van de republiek. Tijdens het Galactische Keizerrijk vochten de Tyberians mee tegen de keizer, maar naderhand voegden ze zich niet bij de nieuwe republiek.